# Откраднати деца
„Откраднати деца“ (на италиански: Il ladro di bambini) е италиански филм от 1992 година, драма на режисьора Джани Амелио по негов сценарий в съавторство със Сандро Петралия и Стефано Рули.
В центъра на сюжета е млад полицай, който трябва да отведе две претърпели тежък тормоз деца от Милано в приют в Рим, а след като там отказват да ги приемат – в Сицилия, като по пътя се отбива в родния си дом в Калабрия. Главните роли се изпълняват от Енрико Ло Версо, Валентина Скаличи и Джузепе Йерачитано.
„Откраднати деца“ получава Европейска филмова награда за най-добър филм и е номиниран за „Златна палма“.